# Harboøre Sogn
Harboøre Sogn er et sogn i Lemvig Provsti (Viborg Stift).
Harboøre Sogn var i Middelalderen et selvstændigt pastorat, men efter en oversvømmelse i 1555 kom der ordre til at rive kirken ned. Det skete dog ikke, men sogneboerne skulle så søge Engbjerg Kirke. Engbjerg blev hovedsognet indtil 1810, hvor det blev anneks til Hygum Sogn. Harboøre blev  igen et selvstændigt pastorat, men fik i 1824 Engbjerg Sogn som anneks. Alle 3 sogne hørte til Skodborg Herred i Ringkøbing Amt.
Thyborøn fik i 1908 sin egen kirke i stedet for at beboerne skulle sejle over Thyborøn Kanal til Agger Kirke. Byen blev et kirkedistrikt i Agger Sogn, men det blev i 1921 overflyttet til Harboøre Sogn. I 1954 blev Thyborøn Sogn udskilt som selvstændigt fra Harboøre Sogn, og en ny Thyborøn sognekommune blev overført til Ringkøbing Amt. Sammen med den dannede Harboøre-Engbjerg sognekommune ved kommunalreformen i 1970 Thyborøn-Harboøre Kommune, som ved strukturreformen i 2007 indgik i Lemvig Kommune.
I Harboøre Sogn ligger Harboøre Kirke.
I sognet findes følgende autoriserede stednavne:
- Brogård (bebyggelse)
- Brunsgård (bebyggelse)
- Harboøre (stationsby)
- Harboøre Tange (areal)
- Holmene (bebyggelse)
- Langerhuse (bebyggelse)
- Lilleøre (bebyggelse)
- Mellemvese (vandareal)
- Noret (vandareal)
- Norgårde (bebyggelse)
- Normark (bebyggelse)
- Nørrevese (vandareal)
- Røngårde (bebyggelse)
- Rønland (areal, bebyggelse)
- Rønlanger (bebyggelse)
- Stavsholm (bebyggelse)
- Trillinggårde (bebyggelse)
- Tøt (bebyggelse)
- Vejlby (bebyggelse)
- Vejlby Klit (bebyggelse)
- Vejlby Nord (station)
- Vejlby Strand (bebyggelse)
- Victoria Street Station, Vestjylland (station)
- Vrist (bebyggelse)

## Sognets præster
| Årstal    | Præst               |
| --------- | ------------------- |
| 1514-1542 | C. Christensen      |
| 1542-1582 | P. Jespersen        |
| 1582-1620 | J. Pedersen         |
| 1620-1659 | J.A. Rüter          |
| 1659-1668 | H. Frik             |
| 1668-1677 | J. Hygum            |
| 1677-1694 | P. Kragelund        |
| 1694-1730 | S. Graae            |
| 1730-1749 | B.S. Ørting         |
| 1749-1778 | P.C. Buus           |
| 1778-1784 | D.B. Clementin      |
| 1784-1810 | F.L. Glerup         |
| 1813-1824 | K.P. Linet          |
| 1824-1831 | R. Olsen            |
| 1832-1837 | H.N.K. Rørdam       |
| 1838-1848 | C.L. Jacobsen       |
| 1848-1858 | O.F. Møller         |
| 1858-1872 | F.L. Vaupell        |
| 1872-1877 | P.I. Johnsen        |
| 1877-1885 | Carl Julius Moe     |
| 1885-1889 | N.K.A. Olesen       |
| 1890-1891 | H.N. Kau            |
| 1891-1899 | C. Madsen           |
| 1899-1901 | Anton M. Jensen     |
| 1901-1923 | J.C. Bertelsen      |
| 1924-1953 | A.L. Andreasen      |
| 1953-1972 | Elias Sørensen      |
| 1972-1990 | Børge Riisgaard     |
| 1990-2003 | Kurt Kristensen     |
| 2003-     | Karsten Christensen |